# Euphylidorea frosti
Euphylidorea frosti là một loài ruồi trong họ Limoniidae. Chúng phân bố ở miền Tân bắc.